# Teorema de Artin-Wedderburn
El teorema de Wedderburn-Artin establece que un anillo semisimple A es isomorfo a un producto de {\displaystyle k\;} anillos de matrices de orden {\displaystyle n_{i}\;} sobre anillos de división {\displaystyle C_{i}\;} donde {\displaystyle k\;}, {\displaystyle n_{i}\;} y {\displaystyle C_{i}\;} están determinados de forma única salvo el orden {\displaystyle (i=1,2,\dots ,k)\;}. Como consecuencia se obtiene que cualquier anillo simple y artiniano por la izquierda (o por la derecha) es isomorfo a un anillo de matrices de orden n sobre un anillo de división.
El teorema de Wedderburn-Artin reduce el problema de clasificar anillos simples sobre un anillo de división a clasificar anillos de división que contienen un anillo de división dado. Y esto todavía puede simplificarse más: el centro de un anillo de división será un cuerpo K. Por lo tanto, A es una K-álgebra que tiene a K como centro. Así, un álgebra simple de dimensión finita es un álgebra simple central sobre K. Consecuentemente, el teorema de Wedderburn-Artin reduce el problema de clasificar las álgebras simples centrales de dimensión-finita al problema de clasificar anillos de división con un centro dado de antemano.

## Ejemplos
Sea {\displaystyle \mathbb {R} } el cuerpo de los números reales, {\displaystyle \mathbb {C} } el de los números complejos, y {\displaystyle \mathbb {H} } el anillo de división de los cuaterniones.
- Toda álgebra simple de dimensión finita sobre {\displaystyle \mathbb {R} } es un anillo de matrices sobre {\displaystyle \mathbb {R} }, {\displaystyle \mathbb {C} } o {\displaystyle \mathbb {H} }.
- Toda álgebra simple de dimensión finita sobre {\displaystyle \mathbb {C} } es un anillo de matrices sobre {\displaystyle \mathbb {C} } y por tanto, cada álgebra central simple sobre {\displaystyle \mathbb {C} } es un anillo de matrices sobre {\displaystyle \mathbb {C} }.
- Toda álgebra central simple de dimensión finita sobre un cuerpo finito es un anillo de matrices sobre ese cuerpo.